# Medicină defensivă
Medicina defensivă se referă la un ansamblu de practici medicale destinate să evite în viitor, posibilitatea unor acuzații de malpraxis. Prin aceste practici, recomandările de investigații sau tratamente nu sunt neapărat cele mai bune opțiuni pentru pacient – spre beneficiul acestuia, ci au funcția principală de a proteja medicul împotriva potențialului reclamant – pacientul și, de a evita răspunderea.